# Marcus Christie
Pour les articles homonymes, voir Christie.
Marcus Christie, né le 18 janvier 1991 à Londonderry, est un coureur cycliste irlandais.

## Palmarès sur route

### Par année
- 2008
  - 2e du championnat d'Irlande du contre-la-montre juniors
- 2009
  -  Champion d'Irlande du contre-la-montre juniors
  - 2e du championnat d'Irlande sur route juniors
- 2013
  - 2e du championnat d'Irlande du contre-la-montre espoirs
- 2014
  - 2e étape du Tour of the North
- 2016
  - Championnat d'Ulster sur route
  - 3e étape du Tour d'Ulster
  - Ernie Magwood Memorial
- 2017
  - 3e du championnat d'Irlande du contre-la-montre
- 2018
  - Noel Teggart Memorial
  - Foyle GP
  - 3e du championnat d'Irlande du contre-la-montre
- 2020
  - Ulster 25 Mile Time Trial Championships
  - Thomas White Memorial Time Trial
- 2021
  - 3e du championnat d'Irlande du contre-la-montre
- 2022
  - Time Trial National Series
  - Noel and Kieran Hammond Time Trial

### Classements mondiaux
| Année           | 2014   | 2015 | 2016   | 2017   | 2018   |
| --------------- | ------ | ---- | ------ | ------ | ------ |
| UCI Europe Tour | 1 057e |      | 1 202e | 1 106e | 1 028e |

## Palmarès sur piste

### Championnats d'Irlande
- 2017
  -  Champion d'Irlande de poursuite
- 2019
  -  Champion d'Irlande de poursuite